# Sidnia kinbergi
Sidnia kinbergi är en insektsart som först beskrevs av Carl Stål 1859.  Sidnia kinbergi ingår i släktet Sidnia och familjen ängsskinnbaggar. Inga underarter finns listade i Catalogue of Life.